# 中國國際航空航天博覽會
中国国际航空航天博览会全称中国（珠海）国际航空航天博览会，简称中国航展或珠海航展，创办于1996年，是由中国国务院批准两年一届举办的国际性航空航天贸易展览会，也是中国最大规模的航展，集商贸性、专业性与学术交流、飞行表演于一体，迄今共成功举办十五届。

## 历史
自1996年始，逢双年在廣東省珠海市金湾机场（原名三灶机场）举办。以往數屆航展中有實機展出的以來自俄羅斯的參展商居多，如圖波列夫或伊留申。歐美航空企業如波音或空中客车則一般较少實機參展項目。就規模及國際性而言，與法国巴黎国际航空航天展或英國范堡罗航展等歷史悠久的世界性航空展覽尚有一段差距。
隨著近年中國航天航空製造業逐漸發展，珠海航展某程度上亦成為中國以官方形式公開新式航空兵器或技術成品的渠道之一。近年於航展上公開或作展示的包括有殲-10殲擊機、涡扇-10渦輪扇發動機、ARJ21翔鳳國產支線客機計劃、殲-20戰鬥機等。

## 沿革
第一届中国國際航空航天博覽會於1996年11月5日至11月10日举行，来自包括中国在内的25个国家和地区的400多家航空航天厂商，包括中国民航总局、中国航空工业总公司、中国航天工业总公司以及世界著名的航空工业公司如美国波音、麦道、联合技术公司、德国戴姆勒－奔驰、英国勞斯萊斯、欧洲空中客车及俄罗斯苏霍伊设计局均有参展。7个国家的军政代表团、32个驻华使、领馆官员共103人出席了开幕式。共96架中外军、民用飞机和直升机参加了实物展示和飞行表演。时任国务院副总理、珠海航展组委会主任吴邦国在开幕式上宣布，中国政府决定从1996年开始，每逢双年在珠海举行中国国际航空航天博览会。时任中共中央总书记、国家主席江泽民也为珠海航展题词。
包括歼8-M型战斗机、直-9型直升机、运12运输机以及代表當時中国航天技术世界先进水平的长征二号捆绑式火箭（长二捆）等中國產航空航天飛行器參展了本首屆航展。Su-27、Su-30、伊尔-78和英国金梦特技飞行表演队也加入了此次航展。
第七届中国國際航空航天博覽會於2008年11月4日至11月9日举行，前三天为专业日，不对公众开放；后三天为公众日，对公众开放。预计有来自世界30多个国家和地区的近600家航空航天企業。殲-10殲擊機於本屆航展首次公開參展及作飛行演示。
第八届中国國際航空航天博覽會於2010年11月16日至11月21日举行。 是屆焦點包括換裝帶後燃器渦輪風扇引擎的超音速版本L-15高級教練機、首次以實機參展的中國產ARJ-21「翔鳳」支線客機、中國產C919大型客機、來自歐洲的空中巴士A380大型廣體飛機、換裝殲-10殲擊機後首次作公開表演的八一飛行表演隊、美国“紅鷹”特技飞行表演队等。另外巴基斯坦方面亦派出JF-17枭龍戰機及以K8教練機組成的巴基斯坦空軍飛行表演隊參展。相較以往歷屆，本屆航展的俄羅斯參展商的規模有減少跡象，特別在軍用飛行器項目方面明顯。有網民評論認為皆因近年中國初步具備自主研發各種軍用飛機及武器的能力和條件，因此俄羅斯意識到中國市場的縮減而減少投放參加航展的資源。
第九届中国國際航空航天博覽會於2012年11月13日至11月18日举行。
第十届中国國際航空航天博覽會於2014年11月11日至11月16日举行。
第十一届中国國際航空航天博覽會於2016年11月1日至11月6日举行。殲-20重型戰鬥機首次公開展出並進行雙機飛行表演。
第十二届中国國際航空航天博覽會於2018年11月6日至11月11日举行。沙特阿拉伯皇家空军“沙特之鹰”特技飞行表演队首次亮相中国航展。中國國產最新銳裝備如殲-10殲擊機的最新改進型殲-10C、直-10武裝直昇機改進型直-10K進行地面展示。
第十三届中国国际航空航天博览会计划于2020年11月10日起举办，但因全球新冠疫情未得到控制而被迫取消，后推迟至2021年9月28日至10月3日在广东省珠海市国际航展中心举办。
第十四届中国国际航空航天博览会于2022年11月8日至13日在广东珠海国际航展中心举行。該届航展将有来自美国、意大利、巴西、澳大利亚等线上线下43个国家和地区的740多家国内外企业参展，室内展览面积10万平方米，室外参展飞机将超100架。
第十五届中国国际航空航天博览会于2024年11月12日至17日在珠海举行。航展將啟用13個展館，室內展覽面積達12萬平方米，較上屆10萬平方米增長了20%；室外展覽面積約23萬平方米；首次開闢斗門蓮洲「無人系統演示區」，含「無人船演示區」和「無人機演示區」；參加國家和地區47個，國內外參展商近800家。11月12日至14日為專業日，15日至17日為公眾日。9月19日上午起門票正式對外销售。本届航展中，中国海军展出有歼-15T舰载战斗机、直-9F反潜直升机和运-8反潜巡逻机等现役主战机型，并以动态展示了歼-15系列飞机与直-20J舰载直升机。中国船舶集团研制JARI-USV-A“虎鲸”大型无人作战艇；沈飞研制的歼-35A隐形战机亦首次亮相本届航展。本届航展观众累计参观规模近60万人次，签约金额超2,800亿人民币。

## 图集

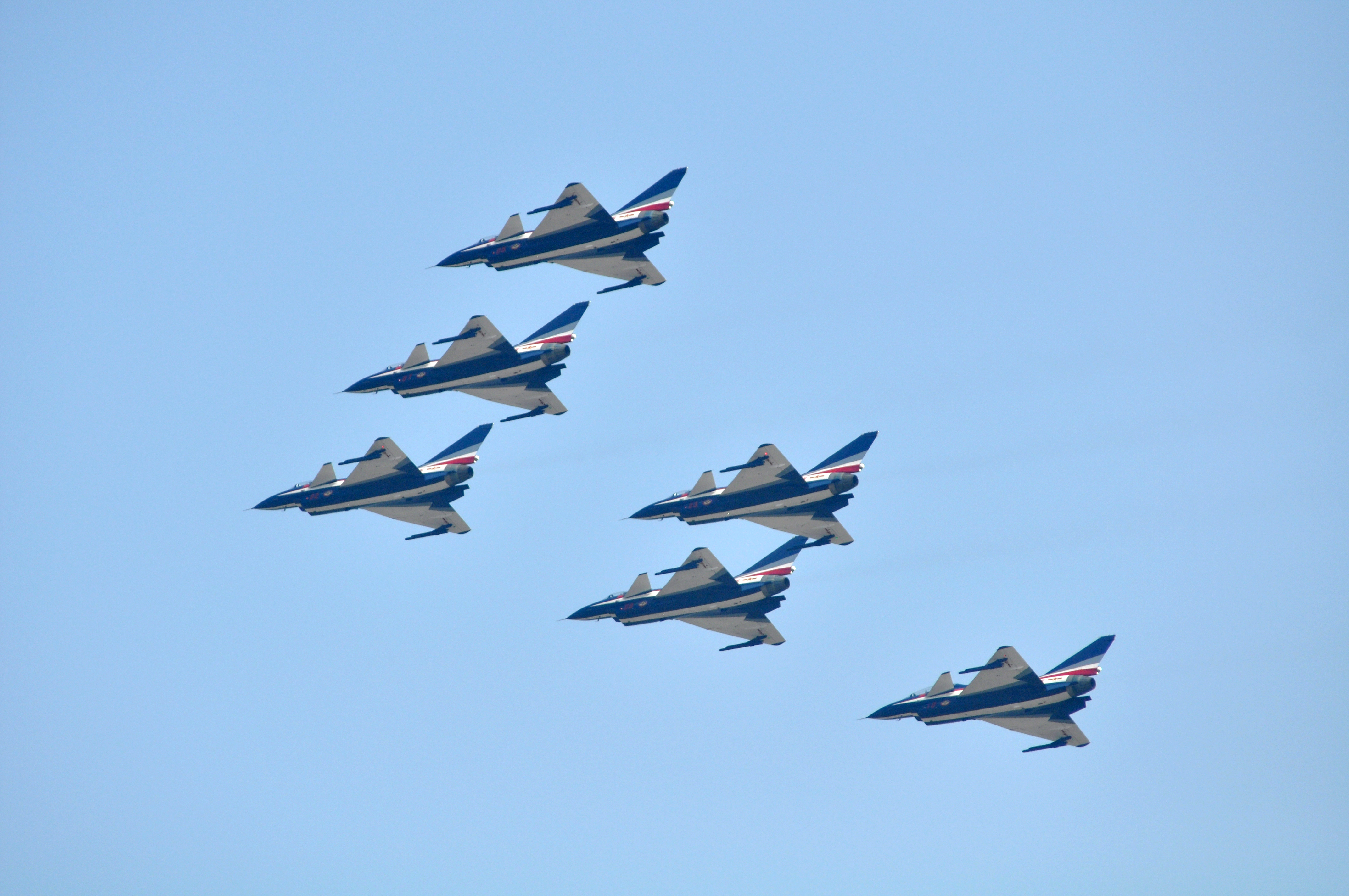
第八届珠海航展 中国空军八一飞行表演队 歼-10六机三角编队
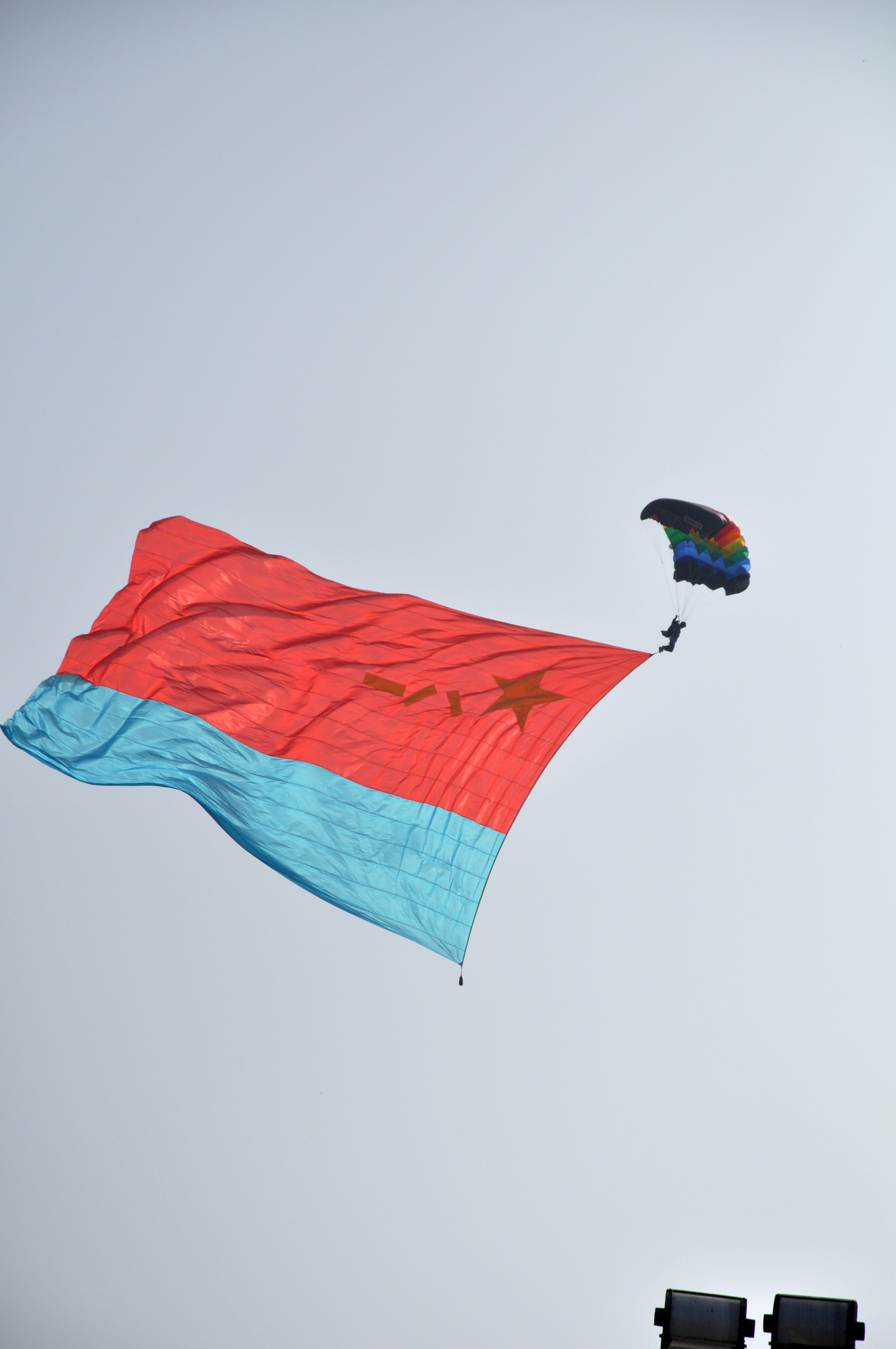
第八届珠海航展 解放军八一跳伞队
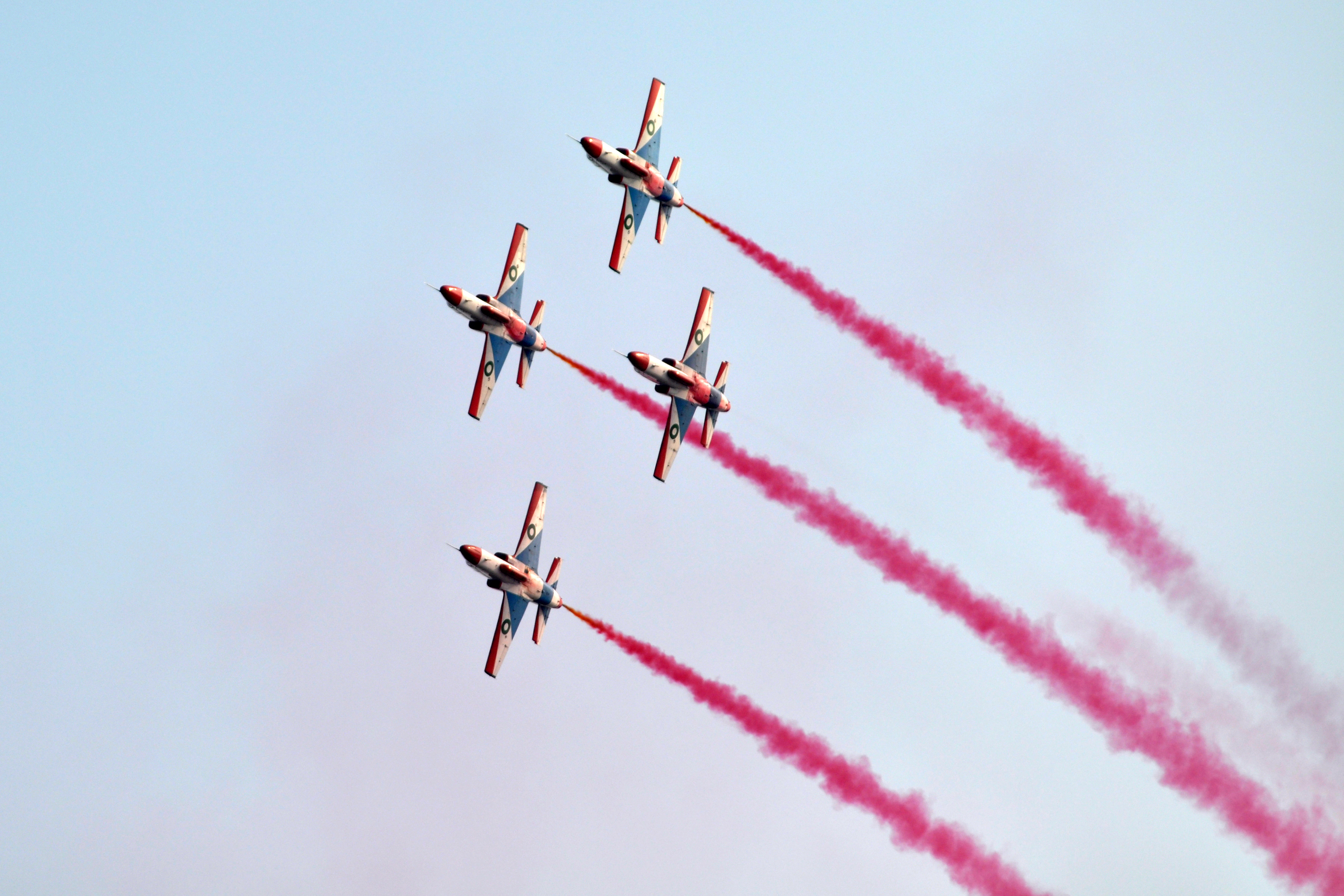
第八届珠海航展 巴基斯坦空军雄狮飞行表演队 K-8教练机四机菱形编队
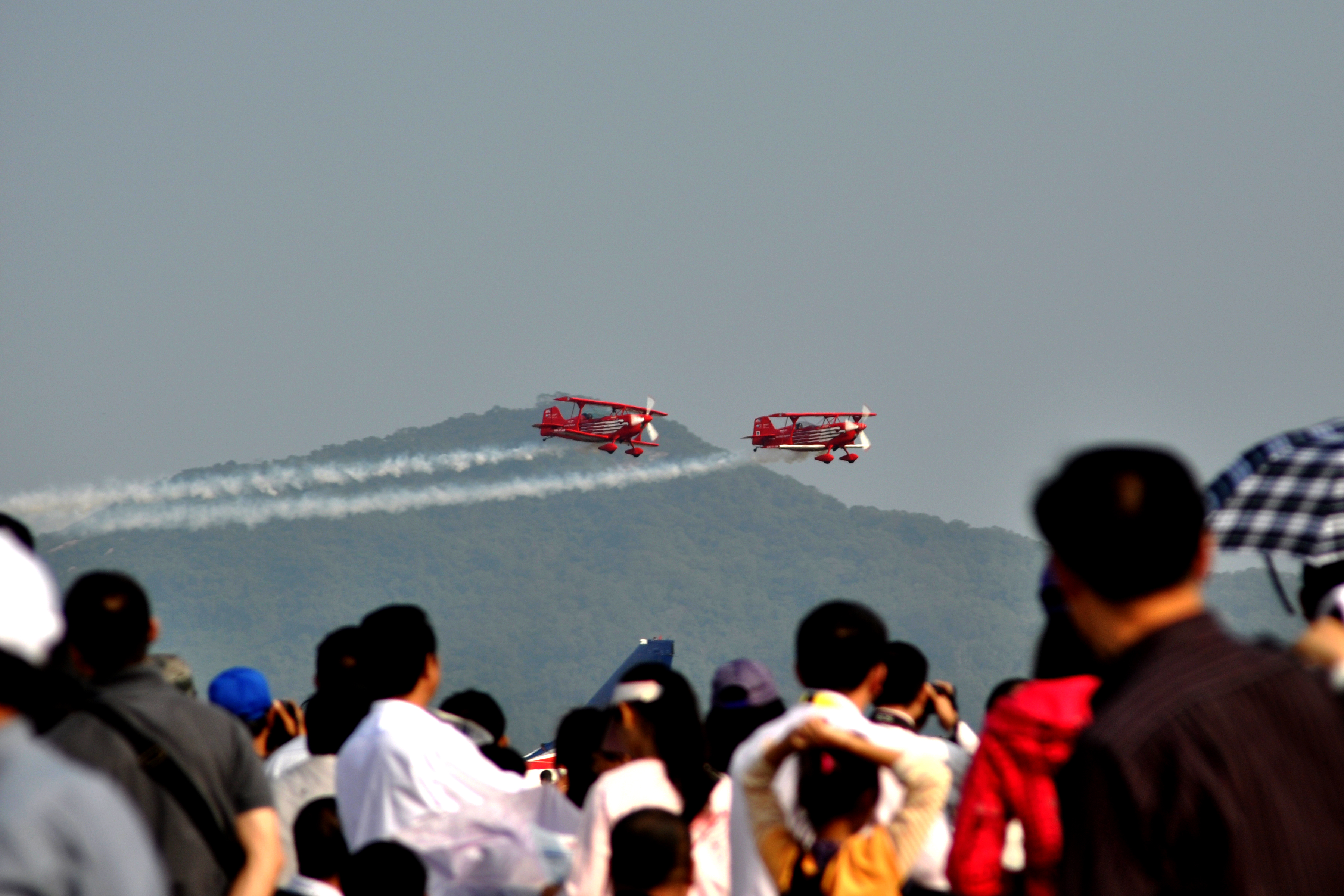
第八届珠海航展 美国红鹰特技飞行表演队 双机超低空通场
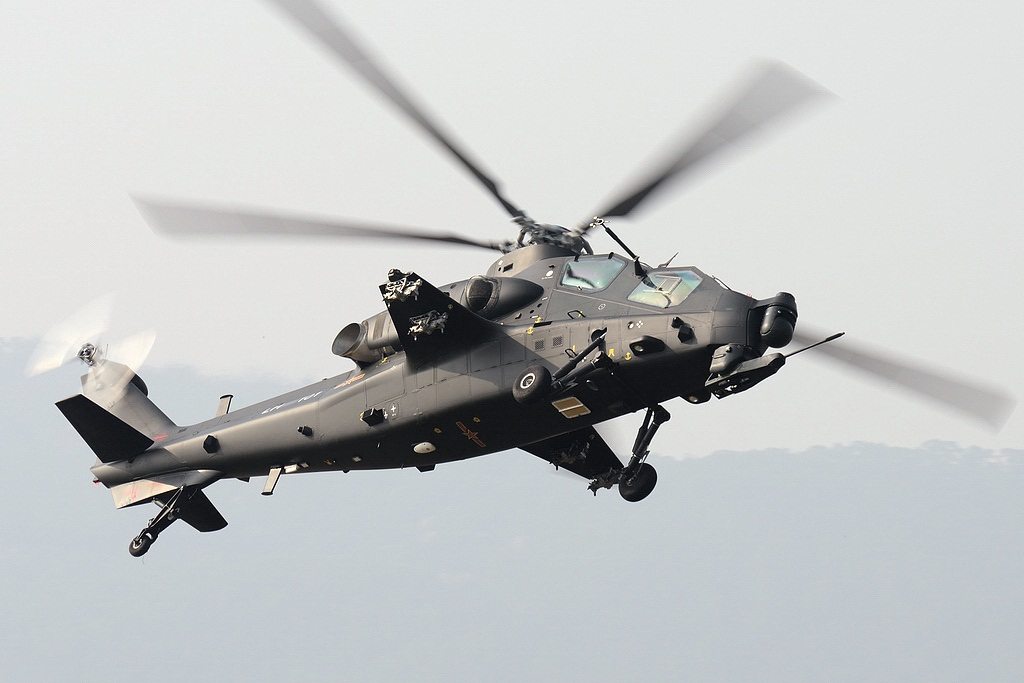
直-10于2012年珠海航展做飞行展示
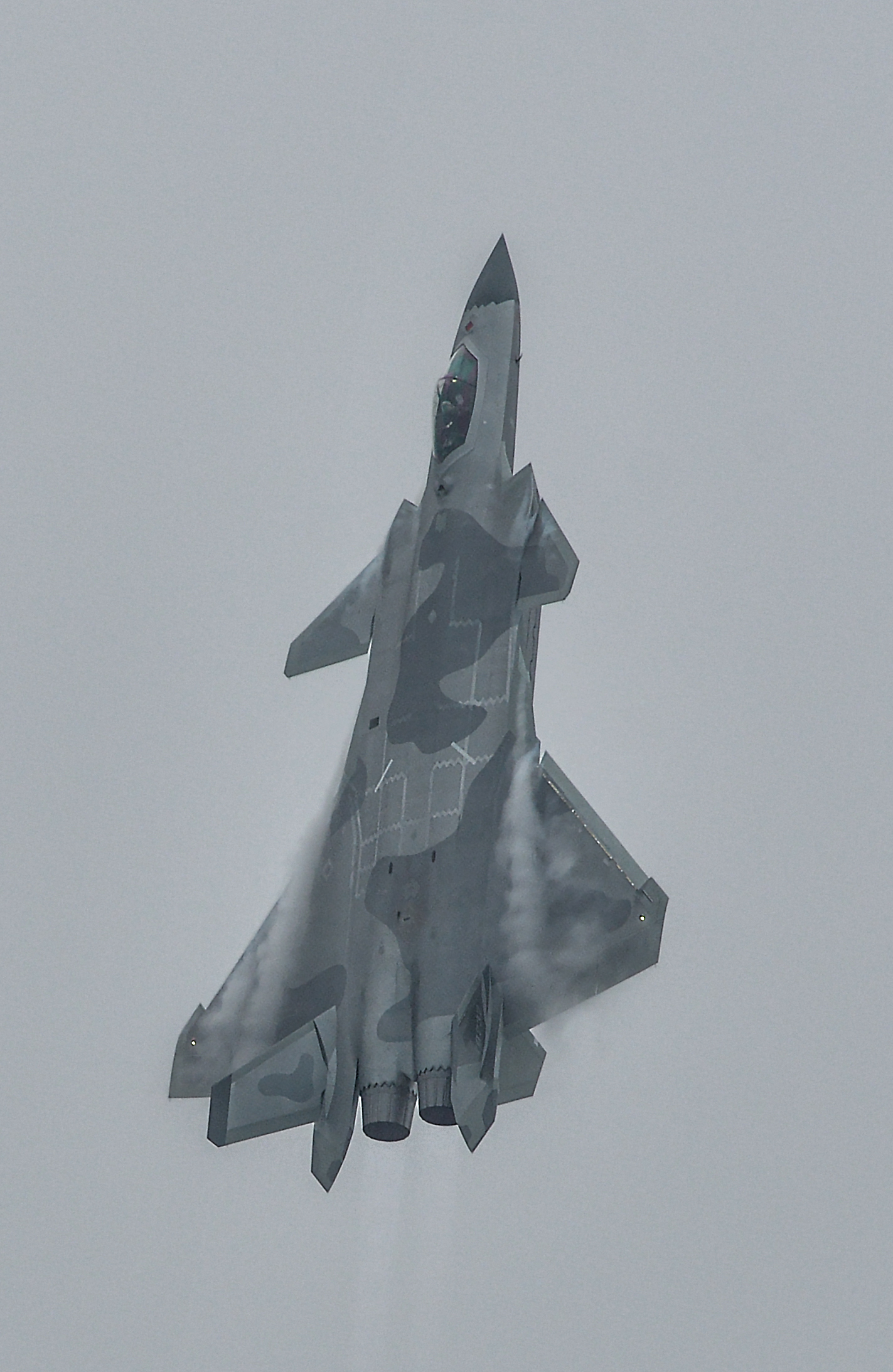
歼-20于2018年珠海航展
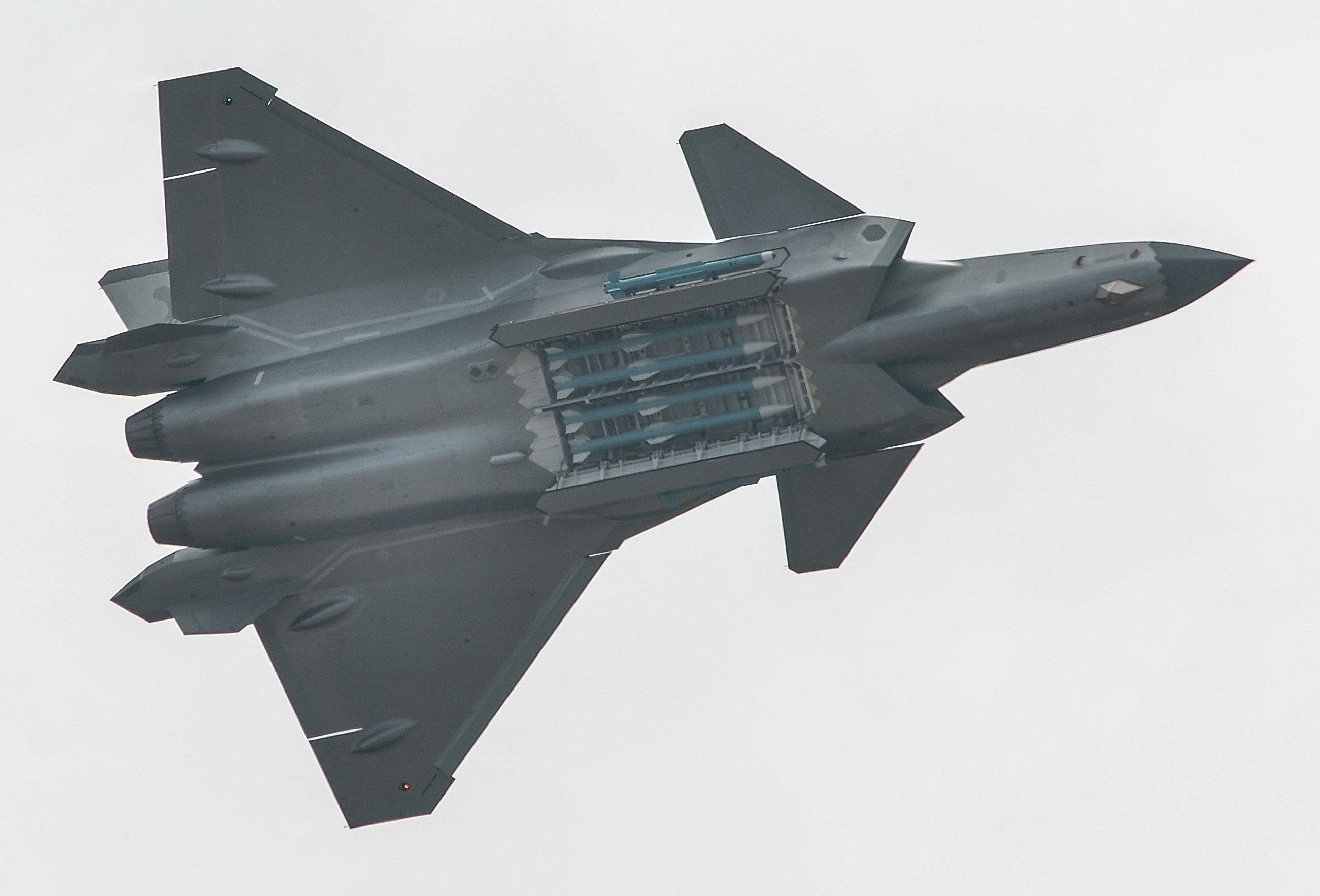
歼-20于2018年珠海航展
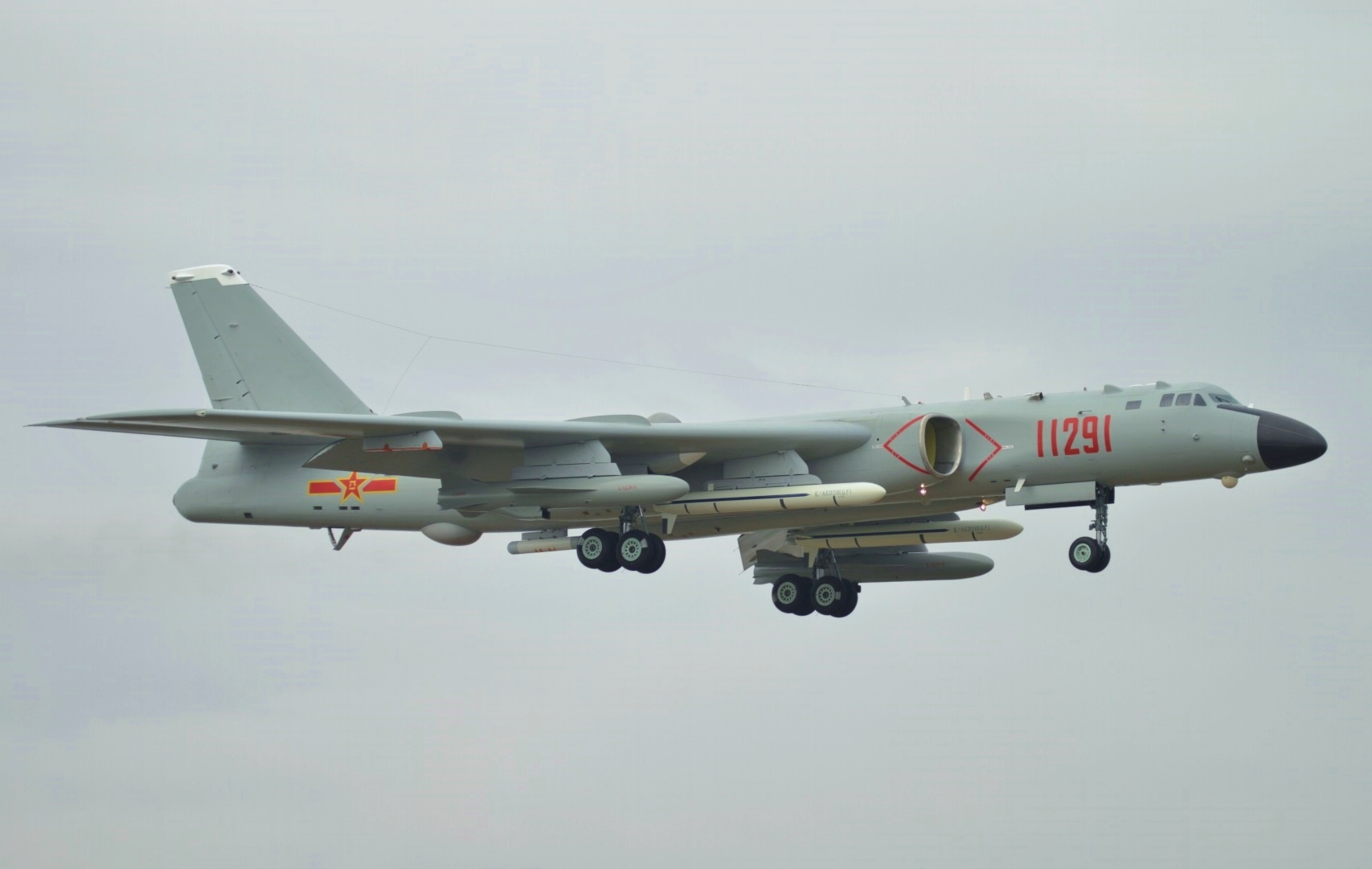
轰-6K
- 2018年11月7日 新款涂装歼20强势亮相珠海

## 参展飞行表演单位一览

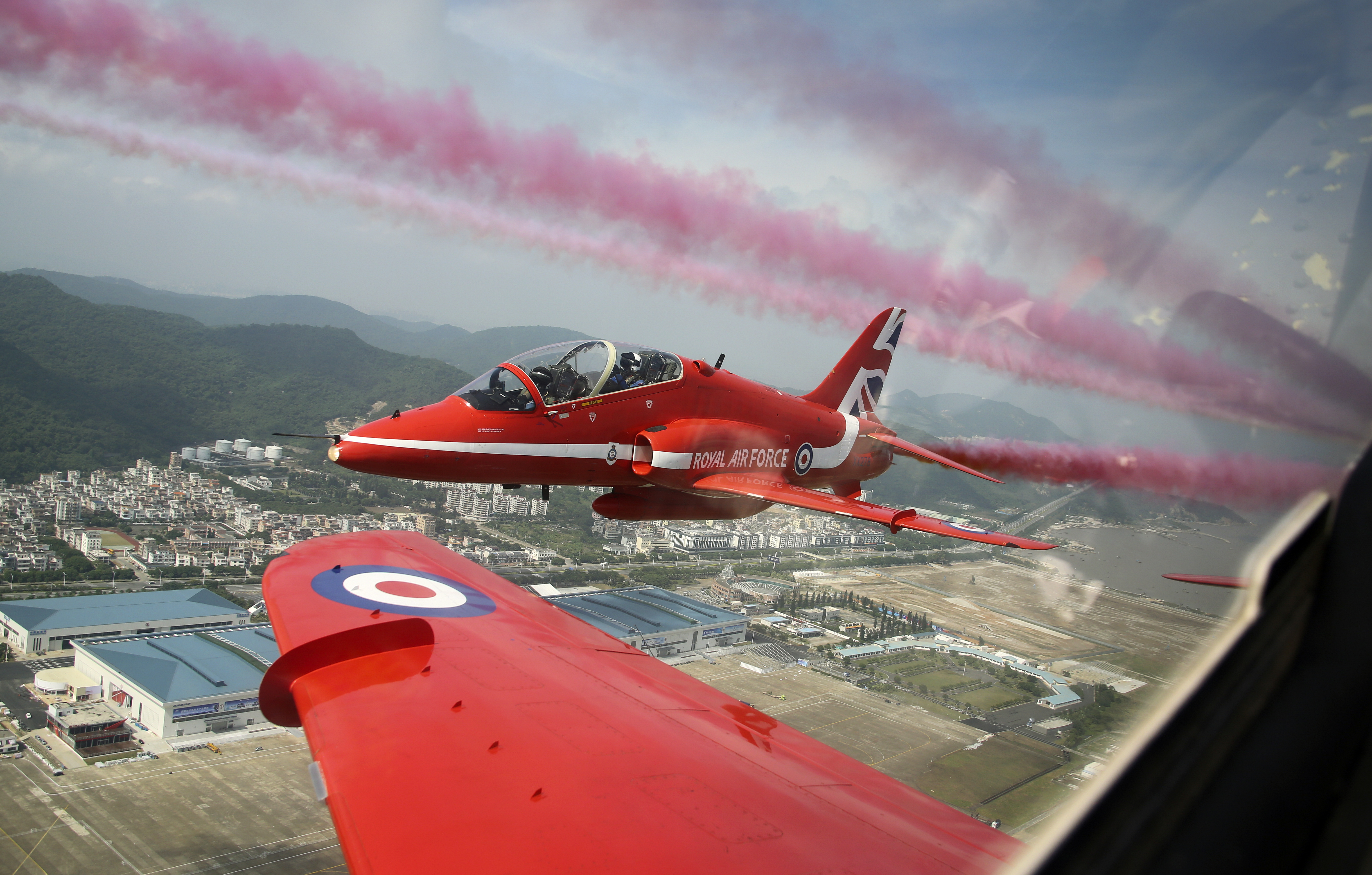
英国红箭飛行表演队在2016年度航展上進行飛行表演。

- 中国空军八一飛行表演隊（1996、1998、2000、2004、2010、2012、2014、2016、2018）
- 俄羅斯勇士飛行表演隊（1998、2000、2004、2006、2012、2014、2016）
- 俄罗斯格洛莫夫飞行研究院（英语：Gromov Flight Research Institute）
- 法国空军巡邏兵飛行表演隊（2004）
- 英国金梦特技飞行表演队（1996、2006）
- UBB机翼行走特技飞行表演队（1996）
- 加拿大北极光特技飞行表演队（1998）
- 国际航联全明星表演队
- 巴基斯坦空軍飛行表演队（英语：Sherdils）（2010、2018）
- 美国紅鷹特技飞行表演队（2010）
- 印度空军阳光特技飞行表演队（2008）
- 韩国空军黑鷹飛行表演隊
- 英国紅箭飛行表演隊（2016）
- 俄罗斯雨燕飛行表演隊（2016）
- 欧洲空中客车公司（2010、2012、2014、2016、2018）

## 交通

### 第十一届及以前
2016及以前，观众可通过乘坐珠海的207路公交车直接往返市区与展馆之间，从拱北口岸总站发车，途径拱北、昌盛路、友谊路、迎宾南路、粤海西路、珠海大道、金湾大道、金岛路、金海岸大道，直达展馆，早班6：15发车，公交车班次间隔15分钟。

### 第十二届及以后
观众需自驾至指定停车场后乘坐接驳巴士、摆渡车前往展馆观看。

#### 軼事
2021年的接驳巴士大部份來自港珠澳大橋穿梭巴士的車輛。

## 媒體播放
中国
- 中央廣播電視總台：
  - 中央電視台新聞頻道（CCTV-13）：航展期間11:00-12:00播出特別節目
  - 中国中央电视台国防军事频道（CCTV-7）：航展期間11:00-13:00播出特別節目
  - 中國環球電視網
- 廣東廣播電視台：
  - 广东卫视、大灣區衛視（上午時段節目為聯播節目）
  - 广东广播电视台新闻频道（上午時段節目為聯播節目，下午時段為獨立節目）
  - 广东广播电视台体育频道（僅開幕日）
- 珠海广播电视台
  - 珠海人民廣播電台三個頻率（95.1新聞廣播、交通875和音樂915）於航展舉行期間的每天9:00-13:00同步直播航展特備節目
  - 電視方面，新聞綜合頻道（珠海-1）於航展舉行開幕式及表演期間進行無間斷直播，特別節目名稱為《航展特別直播》和《航展121》。

 香港
- TVB：無綫新聞台（新聞時段內直播，於左邊設第二聲道轉播，部分更採取全畫面現場直播由新聞主播作旁述）

 澳門
- 澳門廣播電視股份有限公司：澳視葡文及澳門體育，以普通話原聲播放
- 澳門有線電視：CH1第一頻道（61台），以普通話原聲播放